# رنیا اشپیگل
رنیا اشپیگل (لهستانی: Renia Spiegel; ‏۱۸ ژوئن ۱۹۲۴ – ۳۰ ژوئیهٔ ۱۹۴۲) خاطره‌نویس اهل لهستان بود.